# German Bowl XLII
Der German Bowl XLII war das Endspiel der German Football League (GFL) in der Saison 2021 und wurde am 9. Oktober 2021 im Frankfurter Deutsche Bank Park ausgetragen. Er sollte ursprünglich am 10. Oktober 2020 den Abschluss der Saison 2020 bilden, wurde aber durch die Saisonabsage aufgrund der COVID-19-Pandemie verschoben. Gegner in der Partie waren die Dresden Monarchs und die Schwäbisch Hall Unicorns. Das Spiel endete mit einem 28:19-Sieg der Dresden Monarchs.
Am 10. Juni 2021 gab der AFVD bekannt, dass der Getränkehersteller „SharkWater“ der neue Namenssponsor der GFL und des German Bowl ist.

## Der Weg zum German Bowl
Mit den Dresden Monarchs und den Schwäbisch Hall Unicorns traf im Endspiel der Nordmeister auf den Südmeister der regulären Saison. Während Hall den Süden wieder einmal nach Belieben dominierte und eine Perfect Season erreichte, musste Dresden schon im ersten Spiel gegen die Cologne Crocodiles eine Niederlage hinnehmen – dies sollte jedoch die einzige der Saison bleiben und Dresden gelang in diesem Jahr eine Bilanz von neun Siegen bei einer Niederlage – die beste der Vereinsgeschichte in der ersten Liga. In den Playoffs hatte allerdings Hall den schwierigeren Weg – Titelverteidiger Braunschweig wurde daheim mit fünf Turnover der Haller Defense niedergerungen. Im Halbfinale gegen Potsdam verletzten sich sowohl der Quarterback Alex Haupert als auch Runningback John Santiago am Knie. Während Haupert angeschlagen im Finale auflaufen konnte, bedeutete ein Kreuzbandriss für Santiago das vorzeitige Saisonende. Dresden zeigte sich im Viertel- wie im Halbfinale dominant und gewann jeweils mit 37 Punkten Unterschied, gegen Potsdam sogar zu null, jedoch waren Potsdamer Punkte mehrmals im Verlauf jenes Spieles möglich gewesen und wurden nur durch Potsdamer Fehler oder Dresdens in diesem Spiel starke Verteidigung verhindert. Im Gegensatz zu den Unicorns blieben die Monarchs von Verletzungen weitestgehend verschont.
| Viertelfinale 18./19. September 2021 | Viertelfinale 18./19. September 2021 | Viertelfinale 18./19. September 2021 |    |                     | Halbfinale 25. September 2021 | Halbfinale 25. September 2021 | Halbfinale 25. September 2021 |  |  | German Bowl XLII 9. Oktober 2021 | German Bowl XLII 9. Oktober 2021 | German Bowl XLII 9. Oktober 2021 |
|                                      |                                      |                                      |    |                     |                               |                               |                               |  |  |                                  |                                  |                                  |
| 1S                                   | Schw. Hall Unicorns                  | 38                                   |    |                     |                               |                               |                               |  |  |                                  |                                  |                                  |
| 4N                                   | New Yorker Lions                     | 13                                   |    |                     |                               |                               |                               |  |  |                                  |                                  |                                  |
| 4N                                   | New Yorker Lions                     | 13                                   | 1S | Schw. Hall Unicorns | 28                            |                               |                               |  |  |                                  |                                  |                                  |
|                                      |                                      |                                      | 1S | Schw. Hall Unicorns | 28                            |                               |                               |  |  |                                  |                                  |                                  |
|                                      | 2N                                   | Potsdam Royals                       | 18 |                     |                               |                               |                               |  |  |                                  |                                  |                                  |
| 2N                                   | 2N                                   | Potsdam Royals                       | 18 | Potsdam Royals      | 36                            |                               |                               |  |  |                                  |                                  |                                  |
| 2N                                   |                                      |                                      |    | Potsdam Royals      | 36                            |                               |                               |  |  |                                  |                                  |                                  |
| 3S                                   | Munich Cowboys                       | 23                                   |    |                     |                               |                               |                               |  |  |                                  |                                  |                                  |
| 3S                                   | Munich Cowboys                       | 23                                   | 1S | Schw. Hall Unicorns | 19                            |                               |                               |  |  |                                  |                                  |                                  |
|                                      |                                      |                                      |    | Schw. Hall Unicorns | 19                            |                               |                               |  |  |                                  |                                  |                                  |
|                                      | 1N                                   | Dresden Monarchs                     | 28 |                     |                               |                               |                               |  |  |                                  |                                  |                                  |
| 1N                                   | 1N                                   | Dresden Monarchs                     | 28 | Dresden Monarchs    | 50                            |                               |                               |  |  |                                  |                                  |                                  |
| 1N                                   |                                      |                                      |    | Dresden Monarchs    | 50                            |                               |                               |  |  |                                  |                                  |                                  |
| 4S                                   | Allgäu Comets                        | 13                                   |    |                     |                               |                               |                               |  |  |                                  |                                  |                                  |
| 4S                                   | Allgäu Comets                        | 13                                   | 1N | Dresden Monarchs    | 37                            |                               |                               |  |  |                                  |                                  |                                  |
|                                      |                                      |                                      | 1N | Dresden Monarchs    | 37                            |                               |                               |  |  |                                  |                                  |                                  |
|                                      | 2S                                   | Saarland Hurricanes                  | 0  |                     |                               |                               |                               |  |  |                                  |                                  |                                  |
| 2S                                   | 2S                                   | Saarland Hurricanes                  | 0  | Saarland Hurricanes | 35                            |                               |                               |  |  |                                  |                                  |                                  |
| 2S                                   |                                      |                                      |    | Saarland Hurricanes | 35                            |                               |                               |  |  |                                  |                                  |                                  |
| 3N                                   | Cologne Crocodiles                   | 16                                   |    |                     |                               |                               |                               |  |  |                                  |                                  |                                  |

## Spielverlauf
Den ersten Touchdown des Spiels erzielte Darrell Stewart für die Dresden Monarchs. Auch der Zusatzpunkt gelang; die Monarchs gingen dadurch 7:0 in Führung. Unmittelbar im Anschluss erzielten allerdings auch die Unicorns ein Touchdown. Den Zusatzpunkt vergab Schwäbisch Hall allerdings, da Tim Stadelmayr das Tor verfehlte. Die Unicorns konnte daher nur auf 6:7 verkürzen. In den nachfolgenden Minuten ließen die Dresdner gleich zwei gute Gelegenheiten zu einem Touchdown aufgrund vermeidbarer Fehler ungenutzt. Beide Male wurde der Ball nahe der Endzone verloren – Whaley fumblete bei einem Hechtsprung über mehrere Haller hinweg in die Endzone während Carta-Samuels seine einzige Interception des Spiels warf, als sein abgefälschter Pass in der Endzone von Monteze Latimore abgefangen wurde. Zwischen diesen beiden Turnovers der Sachsen verletzte sich Halls Quarterback Alexander Haupert bei einem Spielzeug der zu allem Überfluss aus Haller Sicht auch noch als Intentional Grounding gewertet wurde. Mit einem Schlüsselbeinbruch musste Haupert gegen Reilly Hennessey ausgewechselt werden. Hennessey, der im Juli 2021 die Parma Panthers zum Gewinn des Italian Bowl geführt hatte, bestritt an jenem Tag sein GFL-Debüt. Schwäbisch Hall erzielte mit ihrem neuen Quarterback trotzdem vor der Halbzeitpause einen weiteren Touchdown, ging aber nur mit 7:12 in Führung, da die angestrebte Two-Point Conversion misslang. War die Dresdner Offensive während der regular season noch sehr auf das Passspiel fokussiert, so erzielte der neue Runningback Devwah Whaley in diesem Spiel 151 Yard Raumgewinn mit Laufspiel. Hierbei kamen häufig sogenannte Draw Plays zum Einsatz, bei denen ein angetäuschter Pass Raum für einen Laufspielzug eröffnen soll.
Nach der Halbzeitpause traf Florian Finke von den Dresden Monarchs den Ball beim Kickoff nur ungenügend, wodurch er nicht die erforderlichen zehn Yards zurücklegte und Hall in exzellenter Feldposition den Ballbesitz übernehmen konnte. Ob hierbei ein überraschender Onside Kick zur Eröffnung der Halbzeit (ähnlich wie es die New Orleans Saints in Super Bowl XLIV getan hatten) geplant war, ist anhand der TV-Bilder nicht eindeutig zu erkennen. Den Unicorns gelang im Anschluss ein weiterer Touchdown – diesmal glückte auch der Extrapunkt. Schwäbisch Hall ging mit 19:7 in Führung und brachten damit die Dresdner zum ersten Mal mit zwei Scores in Rückstand. Im Anschluss waren die Monarchs jedoch die eindeutig bessere Mannschaft. Durch einen Touchdown von Devwah Whaley und gelungenem Zusatzpunkt konnten sie den Rückstand auf fünf Punkte verkürzen. Durch zwei Field Goals gingen die Dresdner im Anschluss mit 20:19 in Führung. In dieser Phase machte auch der Dresdner Kicker seinen Fauxpas vom Beginn der Halbzeit wieder gut, da es ihm gelang, Kickoffs dicht vor die Haller Endzone zu setzen und somit die Ausgangsposition der Einhörner bei ihren Angriffsserien erheblich zu verschlechtern. Im letzten Quarter erzielte Radim Kalous von den Dresden Monarchs den spielentscheidenden Touchdown mit anschließender Two-Point Conversion zum 28:19-Endstand. Mit wenigen Sekunden auf der Uhr entschied man sich auf Haller Seite zum Versuch ein Field Goal zu erzielen. Dies misslang jedoch, da der Ball nicht die notwendige Weite erreichte und somit an die Monarchs überging. Dresden konnte abknien und das Spiel für sich entscheiden. Mit diesem Erfolg gelang des Dresden Monarchs in der zweiten Teilnahme der erste German Bowl Gewinn in ihrer Vereinsgeschichte.

## Weiteres zum Spiel
Zum Most Valuable Player des German Bowl wurde der Dresdener Quarterback K.J. Carta-Samuels gewählt. Sieht man von Erfolgen der Berlin Adler, einem in West-Berlin gegründeten Team, welches gelegentlich Heimspiele im ehemaligen Ost-Berlin bestreitet ab, so sind die Dresden Monarchs sowohl das erste Team aus den neuen Bundesländern, denen ein Einzug ins Finale gelang, das erste Team dem dies zum zweiten Male gelang und das erste Team, welches die Meisterschaft gewinnen konnte. Anders als im Fußball der Herren, bei dem 1990 ein organisierter Spielbetrieb auf beiden Seiten der innerdeutschen Grenze vereinigt werden musste, gab es zum Zeitpunkt der Wiedervereinigung Football quasi nur im Westen. Die Monarchs mit dem Gründungsjahr 1992 stellen damit sogar eines der älteren Teams im alten Osten dar, was ihren Erfolg in einer Liga, die seit 1979 regelmäßig deutsche Meisterschaften ausspielt, umso bemerkenswerter macht. Zum Vergleich: Im Eishockey, Basketball und Fußball der Herren gelang es seit der Wiedervereinigung nur Berliner und westdeutschen Teams, die Meisterschaft zu erringen – hierbei ist Alba Berlin nach der Wiedervereinigung gegründet worden und die Eisbären Berlin sind auf ein Team aus der DDR zurückzuführen – beide spielen heute in einer Spielstätte in Friedrichshain im ehemaligen Ostteil der Stadt. Beim Fußball der Herren gelang es seit der Wiedervereinigung weder einem Berliner noch einem ostdeutschen Team, den Titel zu gewinnen. Dagegen wurde im Handball bereits 2001 mit dem SC Magdeburg ein ostdeutscher Verein Meister.

## Scoreboard
| Dresden Monarchs | Schwäbisch Hall Unicorns | Team                     | Spielzug                                                                                               |
| ---------------- | ------------------------ | ------------------------ | --- |
| 1. Quarter       |                          |                          | |
| 7                | 0                        | Dresden Monarchs         | 14-Yards-Touchdown-Pass von Kyle Carta-Samuels auf Darrell Stewart (PAT durch Florian Finke gut)       |
| 7                | 6                        | Schwäbisch Hall Unicorns | 28-Yards-Touchdown-Pass von Alexander Haupert auf Tyler Rutenbeck (PAT durch Tim Stadelmayr nicht gut) |
| 2. Quarter       |                          |                          | |
| 7                | 12                       | Schwäbisch Hall Unicorns | 10-Yards-Touchdown-Pass von Reilly Hennessey auf Tyler Rutenbeck (Two-Point-Conversion nicht gut)      |
| 3. Quarter       |                          |                          | |
| 7                | 19                       | Schwäbisch Hall Unicorns | 26-Yards-Touchdown-Pass von Hennessey auf Yannick Mayr (PAT durch Tim Stadelmayr gut)                  |
| 14               | 19                       | Dresden Monarchs         | 12-Yards-Touchdown-Lauf von Devwah Whaley (PAT durch Florian Finke gut)                                |
| 17               | 19                       | Dresden Monarchs         | 25-Yards-Field-Goal durch Florian Finke                                                                |
| 4. Quarter       |                          |                          | |
| 20               | 19                       | Dresden Monarchs         | 26-Yards-Field-Goal durch Florian Finke                                                                |
| 28               | 19                       | Dresden Monarchs         | 16-Yard-Touchdown-Pass von Kyle Carta-Samuels auf Devwah Whaley (Two-Point-Conversion gut)             |